# Infima

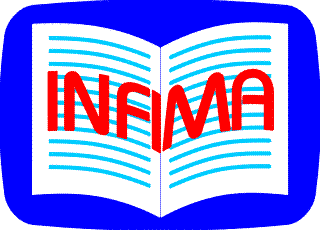
Logo firmy Infima používané začátkem 90. let

Infima je název populární české modemové centrály BBS a stejnojmenné skupiny firem se sídlem v Praze (INFIMA s.r.o. , INFIMA Software s.r.o. , INFIMA Distribuce s.r.o. ...), která tuto BBS provozovala.

## Vznik názvu
Název "Infima" vznikl ze slov "Informatika IMA". kde IMA byla zkratka "Institut mikroelektronických aplikací", kterýžto podnik (dnes IMA s.r.o.) byl součástí koncernu Tesla Eltos, a v něm koncem 80. let vznikla skupina zabývající se modemovou komunikací.

## Infima BBS
Vznikla v roce 1991 jako ukázková implementace softwaru "Major BBS" od americké firmy Galacticomm, který IMA / Infima lokalizovala do češtiny.
V průběhu 90. let se stala jednou z nejpopulárnějších českých online destinací, až po nástupu internetu její použitelnost klesla.
V roce 2000 byla odpojena od modemových linek a dál byla dostupná pouze přes internetové spojení.
1. července 2002 ve 14:00 hodin byl její provoz skončen úplně.

## Firma INFIMA
Začala v roce 1992 jako distributor softwaru "Major BBS" pro provozování modemových centrál. Kromě tohoto produktu se zabývala distribucí a prodejem modemů a poskytováním integračních služeb nad těmito produkty.
Později se stala distributorem značek Netscape, Webtrends, Websense, GTA a dalších.
Během času fungovala v různých právních podobách od fyzické osoby, po několik s.r.o. V současné době nevyvíjí aktivní činnost.

### Historie firmy
INFIMA začala vznikat koncem 80. let jako "Oddělení informatiky" uvnitř Institutu mikroelektronických aplikací Tesla ELTOS.
Zde byla v květnu 1991 založena BBS INFIMA – veřejná modemová komunikační služba běžící na softwaru "Major BBS" americké firmy Galacticomm, který skupina počeštila a úspěšně uvedla na zdejší trh.
V roce 1992 při likvidaci podniku Tesla ELTOS se skupina kolem BBS INFIMA osamostatnila ve složení: Tomáš Svoboda, Josef Krejčí, Zdeněk Hladík, Jan Eisenreich. Pracoviště bylo V Olšinách ve Strašnicích. V dalších letech se kromě BBS rozvíjel prodej modemů, zejména značek U.S.Robotics, a ZyXEL.
Firma se 1. září 1994 přestěhovala do Velflíkovy ulice v Praze 6. Ze zakládajících spolupracovníků odešli Josef Krejčí a Zdeněk Hladík. V té době byl dokončen BBSman - modemový komunikační klient v češtině se zabezpečenou komunikací pomocí asymetrické kryptografie, kterého bylo během několika roků prodáno 15 tisíc licencí, většinou do bankovního sektoru.
V letech 1995 až 1997 se firma snažila působit na českém trhu jako distributor pokrokových softwarových firem, například
- BSDI (serverová sada)
- GTA (firewallu GNATbox)
- a zejména NETSCAPE – razantně nastupující globální značka, která do značné míry formovala další činnost firmy INFIMA

Od 1. ledna 1996 se firma transformovala do nové právní formy jako INFIMA s.r.o. pod vedením Milana Nemčeka a Kateřiny Palečkové.
V roce 1996 firma Galacticomm uvedla na trh a Infima počeštila inovovanou verzi programu Major BBS pod názvem Worldgroup. Byla to reakce na nadcházející trendy: Internet a Windows.
V roce 1997 byl v Infimě lokalizován prohlížeč Netscape Communicator. Byl to první český WWW klient a první případ na světě, kdy společnost Netscape povolila lokalizaci jiné firmě.
V letech 1995–1996 se INFIMA snažila svou pozici v online světě, kterou měla díky své BBS, rozvíjet pomocí poskytování internetových služeb. Například tehdy poskytovala zdarma e-mailové schránky (jako první freemail v ČR).
V dalších letech firma Netscape celosvětově upadala a to se odráželo i na postavení Infimy. Byla snaha tento výpadek nahradit distribucí produktů dalších firem:
- AltaVista Software
- Intershop
- Webtrends
- Software.com (později OpenWave) - od roku 1999 dodavatel poštovních serverů Post.Office a InterMail, zejména do českých ISP.
- Stalker - poštovní server Communigate Pro
- CryptoCard

Současně se INFIMA zabývala i vlastním vývojem a v roce 2003 uvedla na trh aplikaci pro obsluhu elektronické podatelny "ePodatelna.NET".